# Anthidiellum melanaspis
Anthidiellum melanaspis là một loài Hymenoptera trong họ Megachilidae. Loài này được Cockerell mô tả khoa học năm 1929.